# كارولين تشيكيزي
كارولين تشيكيزي (بالإنجليزية: Caroline Chikezie)‏ هي ممثلة بريطانية، ولدت في 19 فبراير 1974 بلندن في المملكة المتحدة.

## أعمال

### أفلام
- (2005) إيون فلوكس[3]
- (2006) إيراغون[4]

## وصلات خارجية
- كارولين تشيكيزي على موقع IMDb (الإنجليزية)
- كارولين تشيكيزي على موقع ألو سيني (الفرنسية)
- كارولين تشيكيزي على موقع أول موفي (الإنجليزية)
- كارولين تشيكيزي على موقع قاعدة بيانات الأفلام السويدية (السويدية)
- كارولين تشيكيزي على موقع قاعدة بيانات الفيلم (الإنجليزية)
- كارولين تشيكيزي على موقع كينوبويسك (الروسية)